# Frigil blau
El frigil blau (Porphyrospiza caerulescens) és un ocell de la família dels tràupids (Thraupidae).

## Hàbitat i distribució
Camps de les terres baixes del nord i est de Bolívia i el centre del Brasil.